# 문산중학교 (경기)
문산중학교(文山中學校)는 대한민국 경기도 파주시 야동동에 있는 공립 중학교이다.

## 학교 연혁
- 1942년 4월 7일 : 문산공립농업학교 설립인가
- 1942년 4월 26일 : 개교(파주시 문산읍 선유리)
- 1951년 4월 1일 : 여학생반 신설(1972년도까지 유지후, 1995년도 재인가)
- 1951년 8월 31일 : 제1회 졸업식
- 1968년 12월 1일 : 강당 236평 신축
- 1999년 7월 9일 : 본관 교실 증축(4층)
- 2000년 10월 26일 : 문산중학교 역사관 개관
- 2003년 11월 20일 : 후관컴퓨터 1실, 교사 2실 증축
- 2022년 3월 1일 : 제28대 최성오 교장 취임
- 2024년 1월 5일 : 제74회 졸업식(9학급 246명 졸업(총 25,167명)
- 2024년 3월 4일 : 제77회 입학식(9학급 252명)

## 참고 자료
- 문산중학교 - 한국교육학술정보원 학교알리미